# Göteborgs FF
Göteborgs FF este un club de fotbal fondat în anul 1897 și situat în orașul suedez Göteborg. Clubul a fost de doua ori vice-campioană în Mästerskapet Svenska (prima în 1899 și apoi în 1903). Clubul a fost considerat de tip "feeder" pentru Örgryte IS la fel ca și rivala sa Göteborgs IF, și a jucat meciurile lor de origine la Walhalla IP, care a fost deținută de Örgryte.
Clubul a jucat două sezoane în Svenska Serien, terminând pe locul 5 în 1910, și fiind excluse din al doilea sezon, fiind readmise în următorul sezon, de vreme ce două cluburi s-au retras după doar un joc. Aceștia au terminat pe locul 6 acel sezon, far a fost exclusă încă o dată nu pentru a reveni la o ligă națională din nou, chiar dacă au jucat în Mästerskapet Svenska după aceea.
Göteborgs FF joacă în prezent într-o ligă locală din Göteborg.

## Palmares
- Svenska Mästerskapet:
  - Vice-campioană (2): 1899, 1903
- Cupa Suediei la fotbal amator:
  - Câștigătoare: 1876, 1877, 1878, 1879, 1880, 1881, 1882, 1883, 1884, 1885, 1886, 1887, 1888